# Кларк Хил (Јужна Каролина)
Кларк Хил (енгл. Clarks Hill) насељено је место без административног статуса у америчкој савезној држави Јужна Каролина.

## Демографија
По попису из 2010. године број становника је 381, што је 5 (1,3%) становника више него 2000. године.
| Група             | 2000.       | 2010.       |
| Белци             | 54 (14,4%)  | 70 (18,4%)  |
| Афроамериканци    | 322 (85,6%) | 299 (78,5%) |
| Азијати           | 0 (0,0%)    | 0 (0,0%)    |
| Хиспаноамериканци | 1 (0,3%)    | 0 (0,0%)    |
| Укупно            | 376         | 381         |